# مطار بولونيا
مطار بولونيا (بالإيطالية: Aeroporto di Bologna-Guglielmo Marconi)(إياتا: BLQ، إيكاو: LIPE) هو مطار دولي يخدم مدينة بولونيا الايطالية ويحتل المرتبة السابعة على صعيد إيطاليا من حيث عدد المسافرين، يبعد بحوالي 6 كلم من مدينة بولونيا، وبـ200 كلم من مدينة ميلان،

## شركات الطيران
| شركـات طيـران                   | الوجهات |
| ------------------------------- | --- |
| طيران إيجيان                    | مطار أثينا الدولي |
| AeroItalia                      | موسمي: مطار كوميزو-راغوزا |
| طيران ألبانيا                   | مطار تيرانا الدولي |
| العربية للطيران                 | مطار محمد الخامس الدولي |
| Air Dolomiti                    | مطار ميونخ الدولي |
| الخطوط الجوية الفرنسية          | مطار باريس شارل ديغول |
| طيران صربيا                     | مطار نيكولا تسلا في بلغراد |
| Albawings                       | مطار تيرانا الدولي |
| الخطوط الجوية النمساوية         | مطار فيينا الدولي |
| الخطوط الجوية البريطانية        | مطار لندن هيثرو |
| خطوط بروكسل الجوية              | مطار بروكسل الدولي |
| إيزي جيت                        | مطار غاتويك |
| طيران الإمارات                  | مطار دبي الدولي |
| يورو وينجز                      | مطار كولونيا بون الدولي، مطار دوسلدورف الدولي |
| فين إير                         | موسمي: مطار هلسنكي فانتا |
| FlyOne                          | مطار كيشيناو الدولي (تبدأ في 19 يونيو 2023) |
| HiSky                           | مطار كيشيناو الدولي |
| أيبيريا (شركة طيران)            | مطار مدريد باراخاس الدولي |
| إيتا (شركة طيران)               | مطار ليوناردو دا فينشي |
| الخطوط الجوية الملكية الهولندية | مطار سخيبول أمستردام |
| لوفتهانزا                       | مطار فرانكفورت |
| لوكس إير                        | مطار لوكسمبورغ |
| نيوس (شركة طيران)               | مطار مرسى علم الدولي، مطار شرم الشيخ الدولي، مطار تينيريفي الجنوبي موسمي: Cagliari، Fuerteventura، Heraklion، مطار إيبيزا، Karpathos، Kos، Menorca، مطار ميكونوس، Olbia، Rhodes |
| آير شاتل النرويجية              | موسمي: مطار كوبنهاغن، Oslo (تبدأن في 22 يونيو 2023) |
| خطوط بيغاسوس                    | مطار صبيحة كوكجن الدولي |
| بلاي (شركة طيران)               | موسمي: مطار كيفلافيك الدولي |
| الخطوط الملكية المغربية         | مطار محمد الخامس الدولي |
| رايان إير                       | Alghero، مطار الملكة علياء الدولي، مطار أثينا الدولي، مطار برشلونة الدولي، Bari، مطار بوفيه - تيه، مطار برلين براندنبرغ، Billund، Brindisi، مطار هنري كواندا الدولي، مطار بودابست فرانز ليست الدولي، Cagliari، مطار كاتانيا-فونتاناروسا، مطار بروكسل شارلروا الجنوب، مطار كولونيا بون الدولي، مطار كوبنهاغن، Crotone، مطار دبلن الدولي، مطار إدنبرة، مطار آيندهوفن، مطار فاس سايس الدولي، Fuerteventura، مطار كناريا الكبرى، مطار كراكوف، Lamezia Terme، Lanzarote، مطار لشبونة، مطار لندن لوتن، مطار لندن ستانستد، مطار مدريد باراخاس الدولي، مطار مالقة الدولي، مطار مالطا الدولي، مطار مانشستر، مطار مارسيليا، مطار نورمبرغ، مطار باليرمو الدولي، Paphos، مطار بورتو الدولي، مطار فاكلاف هافيل الدولي، مطار سانتاندير، Santiago de Compostela، مطار إشبيلية، مطار صوفيا، مطار ستوكهولم أرلاندا، مطار بن غوريون الدولي، مطار تينيريفي الجنوبي، Thessaloniki، مطار تيرانا الدولي (تبدأ في 31 أكتوبر 2023)، مطار تراباني-بيرغي، مطار بلنسية، مطار فيينا الدولي، مطار وارسو مودلين، مطار فروتسواف، مطار سرقسطة موسمي: مطار أليكانتي، Corfu، مطار خانية الدولي ‏، Heraklion، مطار إيبيزا، Kos، Menorca، مطار ميكونوس، مطار ميورقة، Preveza/Lefkada، Rhodes، مطار تولوز بلانياك، مطار زادار |
| الخطوط الجوية الإسكندنافية      | مطار كوبنهاغن موسمي: مطار ستوكهولم أرلاندا |
| Silver Air                      | موسمي: Elba |
| الخطوط الجوية الدولية السويسرية | مطار زيورخ الدولي |
| تاب برتغال                      | مطار لشبونة |
| ترانسافيا                       | موسمي: مطار آيندهوفن |
| توي فلاي بلجيكا                 | مطار مراكش المنارة الدولي |
| الخطوط التونسية                 | مطار تونس قرطاج الدولي |
| الخطوط الجوية التركية           | مطار إسطنبول الدولي |
| فولوتيا                         | موسمي: Olbia |
| خطوط فيولينغ الجوية             | مطار برشلونة الدولي، مطار باريس أورلي |
| ويز للطيران                     | مطار هنري كواندا الدولي، مطار كاتانيا-فونتاناروسا، مطار كلوج نابوكا الدولي، Craiova، مطار ياش الدولي، مطار سكوبية الدولي، مطار صوفيا، مطار سوسيفا، مطار ترايان فويا الدولي، مطار تيرانا الدولي، مطار وارسو فريدريك شوبان |

## إحصائيات
| السنة | عدد الركاب | التغير % | عدد العمليات | التغير % | الشحن (طن) | التغير % |
| ----- | ---------- | -------- | ------------ | -------- | ---------- | -------- |
| 2000  | 3٬524٬789  | ▲ 6٫1%   | 61٬909       | ▲ 2٫0%   | 25٬034     | ▲ 2٫3%   |
| 2001  | 3٬440٬051  | ▼ −2٫2%  | 56٬746       | ▼ −0٫8%  | 26٬197     | ▲ 4٫7%   |
| 2002  | 3٬414٬475  | ▼ −0٫7%  | 54٬956       | ▼ −3٫2%  | 24٬959     | ▼ −4٫7%  |
| 2003  | 3٬562٬010  | ▲ 4٫3%   | 56٬738       | ▲ 3٫2%   | 28٬211     | ▲ 13٫0%  |
| 2004  | 2٬908٬271  | ▼ −18٫4% | 44٬804       | ▼ −21٫%  | 21٬106     | ▼ −25٫2% |
| 2005  | 3٬690٬953  | ▲ 26٫9%  | 54٬157       | ▲ 20٫9%  | 25٬469     | ▲ 20٫7%  |
| 2006  | 4٬001٬436  | ▲ 8٫4%   | 63٬585       | ▲ 17٫4%  | 32٬465     | ▲ 27٫5%  |
| 2007  | 4٬361٬951  | ▲ 9٫0%   | 66٬698       | ▲ 4٫9%   | 18٬700     | ▼ −42٫4% |
| 2008  | 4٬225٬446  | ▼ −3٫1%  | 62٬042       | ▼ −7٫%   | 26٬497     | ▲ 41٫7%  |
| 2009  | 4٬782٬284  | ▲ 13٫2%  | 64٬925       | ▲ 4٫7%   | 27٬329     | ▲ 3٫1%   |
| 2010  | 5٬511٬669  | ▲ 15٫3%  | 70٬269       | ▲ 8٫2%   | 37٬800     | ▲ 38٫3%  |
| 2011  | 5٬885٬884  | ▲ 6٫8%   | 69٬153       | ▼ −1٫6%  | 43٬788     | ▲ 15٫8%  |
| 2012  | 5٬958٬648  | ▲ 1٫2%   | 67٬529       | ▼ −2٫4%  | 40٬645     | ▼ −7٫2%  |
| 2013  | 6٬193٬783  | ▲ 4٫0%   | 65٬392       | ▼ −3٫2%  | 44٬150     | ▲ 8٫6%   |
| 2014  | 6٬580٬481  | ▲ 6٫2%   | 65٬058       | ▼ −0٫5%  | 41٬789     | ▼ −5٫4%  |
| 2015  | 6٬889٬742  | ▲ 4٫7%   | 64٬571       | ▼ −0٫7%  | 40٬999     | ▼ −1٫9%  |
| 2016  | 7٬680٬992  | ▲ 11٫5%  | 69٬697       | ▲ 7٫9%   | 47٬709     | ▲ 16٫4%  |
| 2017  | 8٬198٬156  | ▲ 6٫7%   | 71٬878       | ▲ 3٫1%   | 56٬132     | ▲ 11٫8%  |
| 2018  | 8٬506٬658  | ▲ 3٫8%   | 71٬503       | ▼ 0٫2%   | 52٬681     | ▼ 6٫1%   |